# Moeda de dez centavos do real
A moeda de dez centavos do real entrou em circulação em 1 de julho de 1994, quando do lançamento do novo padrão monetário por ocasião do Plano Real. A moeda continua em circulação, tendo emissões de novos lotes anualmente.

## 1ª família (1994-1997)
A moeda fabricada nesta época tinha 22mm de diâmetro, pesava 3,59g, tinha a espessura de 1,20 mm, tinha o bordo liso e era materializado em aço inoxidável.

### Anverso
O anverso possuí a Efígie da República, o dístico "BRASIL" e ramos de louro estilizados.

### Reverso
O reverso apresenta o valor de face, o ano de produção da moeda e ramos de louro estilizados.

### Anverso comemorativo

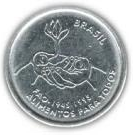
Anverso da moeda de 10 centavos comemorativa.

Em 1995, foi cunhada uma edição limitada de 1 milhão de unidades da moeda de R$ 0,10, comemorando os 50 anos da Organização das Nações Unidas para Agricultura e Alimentação (FAO). No anverso, um  motivo com uma figura de mãos humanas carregando um broto vegetal com folhas e os dísticos "BRASIL", "FAO - 1945/1995" e "ALIMENTOS PARA TODOS". O reverso continuou o mesmo.

## 2ª família (1998-hoje)

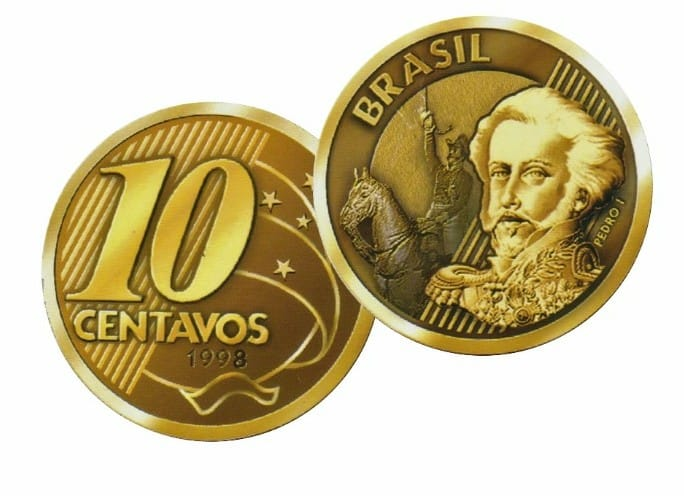
Anverso e reverso do padrão segunda família de 1998 a atualidade.

A moeda fabricada nesta época foi totalmente diferente da fabricada anteriormente: ela ficou mais curta, pois o diâmetro desceu de 22 para 20mm; também ficou mais pesada, pois a massa aumentou de 3,59 para 4,80g; também ficou mais espessa, pois a espessura aumentou de 1,20 para 2,23 mm; o bordo é serrilhado e é materializado em aço revestido de bronze.
Esta moeda tem similaridades com a moeda de 25 centavos fabricada na mesma época.

### Anverso
Efígie de Dom Pedro I (1798-1834), primeiro imperador do Brasil, ladeado pelos dísticos "BRASIL" e "PEDRO I", e por cena alusiva à proclamação da independência do país, ocorrida em 7 de setembro de 1822.

### Reverso
No reverso à esquerda, linhas diagonais de fundo dão destaque ao dístico correspondente ao valor facial, seguido dos dísticos "centavo" e o correspondente ao ano de cunhagem. Há também uma esfera sobreposta por uma faixa de júbilo, que, com a constelação do Cruzeiro do Sul, faz alusão ao Pavilhão Nacional.